# Kuo Šeng-kchun
Kuo Šeng-kchun (čínsky pchin-jinem Guō Shēngkūn, znaky zjednodušené 郭声琨, tradiční 郭聲琨; * 16. října 1954) je bývalý čínský komunistický politik, v letech 2012–2017 člen politbyra a tajemník sekretariátu a tajemník politické a právní komise ústředního výboru Komunistické strany Číny. Předtím byl státním poradcem (2013–2018) a ministrem veřejné bezpečnosti (2012–2017), tajemníkem kuangsijského oblastního výboru KS Číny (2007–2012) a zástupcem tajemníka kuangsijského oblastního výboru KS Číny (2004–2007). Předtím dlouhou dobu pracoval v metalurgickém průmyslu, přičemž z řadového technika postoupil až na generálního ředitele společnosti na výrobu hliníku Chinalco.
V širším vedení KS Číny byl kandidátem (2002–2012) a členem (2012–2022) ústředního výboru.

## Život
Kuo Šeng-kchun se narodil 16. října 1954 v okrese Sing-kuo na jihu centrální části provincie Ťiang-si. V letech 1973–1977 pracoval v zemědělském družstvu, přičemž roku 1974 vstoupil do Komunistické strany Číny. Poté studoval na báňském oddělení Ťiangsijského hutnického institutu. V letech 1979–1992 pracoval v dolu na wolfram v Chua-mej-ao, naposled jako jeho ředitel. Poté působil v řídících funkcích v Čínské státní společnosti průmyslu neželezných kovů a Státním úřadu pro průmysl neželezných kovů, při zaměstnání absolvoval studium managementu na Středo-jihočínské inženýrské univerzitě (1994–1996). V letech 2000–2001 krátce vedl dozorčí radu pro klíčové velké státní podniky při Státní radě. Poté byl jmenován do čela Čínské hliníkové společnosti (Chinalco). Na XVI. sjezdu KS Číny v listopadu 2002 zvolen kandidátem ústředního výboru (znovuzvolen 2007). V letech 2003–2007 absolvoval studium managementu a inženýrství na Univerzitě vědy a techniky v Pekingu.
Roku 2004 přešel do politiky, na místo zástupce tajemníka kuangsijského oblastního výboru KS Číny. V prosinci 2007 jako tajemník kuangsijského oblastního výboru převzal vedení komunistů v Kuang-si. Současně od ledna 2008 do ledna 2013 předsedal kuangsijskému oblastnímu lidovému shromáždění.
Na závěr XVIII. sjezdu KS Číny v listopadu 2012 byl zvolen členem ústředního výboru (znovuzvolen 2017). V prosinci 2012 odevzdal stranickou funkci v Kuang-si do rukou Pcheng Čching-chuy a vystřídal Meng Ťien-čua ve funkci ministra veřejné bezpečnosti. V březnu 2013 byl v nové vládě potvrzen ve funkci ministra a stal se i státním poradcem (do března 2018), současně převzal i funkci zástupce tajemníka politické a právní komise ÚV KS Číny.
Na závěr XIX. sjezdu KS Číny v říjnu 2017 byl zvolen členem politbyra a tajemníkem sekretariátu ÚV KS Číny, současně se stal tajemníkem politické a právní komise ÚV KS Číny, v této funkci vystřídal Meng Ťien-čua. Přitom opustil post ministra veřejné bezpečnosti, kterým se stal Čao Kche-č’.
Na XX. sjezdu KS Číny v říjnu 2022 pro vysoký věk odešel z ústředního výboru a politbyra; v čele politické a právní komise ho nahradil Čchen Wen-čching.